# Vladimir Pušenjak
Vladimir Pušenjak, slovenski pravnik, teoretik za področje gospodarstva in politik, * 31. marec, 1882, Kapelski Vrh, † 23. april, 1936, Maribor.
Po končani gimnaziji v Mariboru je študiral pravo in filozofijo v Gradcu, leta 1906 je končal visoko šolo za zadružništva v Darmstadtu, katero je absolviral kot prvi Slovenec. Od oktobra 1907 je bil zaposlen pri Zadružni zvezi v Ljubljani, ki ga je leto dni po nastopu službe postavila za revizorja in vodjo oddelka za Spodnjo Štajersko v Maribor. Tu je napredoval v višjega revizorja in si pridobil velike zasluge za razvoj zadružništva, zlasti za posojilništvo na Štajerskem. Zraven je priobčeval temeljite gospodarske članke v NG, S, SGp in Straži, izdal vrsto zadružno vzgojnih spisov (Zimski večeri, Navodilo za poslovanje nadzorstva itd.). Z dopisi je Pušenjak sodeloval pri »Domovini« in »Slovenskem gospodarju« od visokošolskih let, pozneje pa je prispeval narodnogospodarske in zadružne članke za »Stražo«, »Slovenca« in za »Narodnega gospodarja«, obenem pa tudi za glasila zadružništva v Gradcu in na Dunaju ter zgodovino Ljutomer. okr. posojilnice in kmet. zadrug. Po prevratu leta 1920 je bil izvoljen v Ustavodajno skupščino ter je kot poslanec v Narodni skupščini do uvedbe diktature leta 1929 zastopal okraja Slovenj Gradec in Gornji Grad. 20. septembra 1925 so ga izvolili v izvršilni odbor SLS za mariborsko volilno okrožje. Izvrsten ljudski govornik, se je uveljavljal tudi v proračunskih debatah skupščine, kjer se je potegoval za povzdigo sl. gospodarstva vobče in kmet. zadružništva posebej. Na željo Antona Korošca je kandidiral v skupščinski finančni odbor v Beogradu, kjer si je ugled pridobil tudi med srbskimi in hrvatskimi finančniki. Kot izvrsten govornik je izstopal na proračunskih debatah v Narodni skupščini, prav tako pa tudi v finančnem odboru v mariborskem občinskem svetu, katerega član je bil. V poznejšem obdobju svojega življenja je postal predsednik upravnega odbora mariborske Mestne hranilnice. Malo pred smrtjo je postal uprav. svetnik Privil. agrarne banke v Beogradu. Pisal je v slovenskih katoliških političnih in gospodarskih časnikih, posebno v Straži in Slovenskem gospodarju. Pod Pušenjakovim delovnim vodstvom se je zadružništvo na slovenskem Štajerskem široko razmahnilo. Leta 1908 je bilo v mariborskem oddelku ljubljanske Zadružne zveze organiziranih 83 zadrug, ob njegovi smrti pa jih je bilo 287 in to: 177 hranilnic in posojilnic, 30 nabavljalnih, 7 mlekarskih, 14 živinorejskih, 7 kmetskih strojnih, 5 vinarskih, 10 elektrarn, 9 stavbinskih, 8 obrtnih, 4 vodovodne in 16 raznih zadrug.